# Schlacht von Kyme

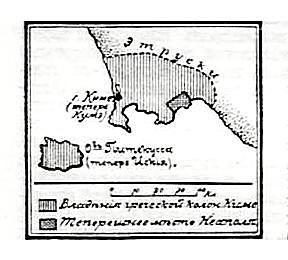
Schlacht von Kyme

Die Schlacht von Kyme war eine Seeschlacht im Jahr 474 v. Chr. zwischen den Flotten von Syrakus und Kyme (latinisiert Cumae) einerseits und den Etruskern andererseits.
Hieron I. von Syrakus verbündete sich mit Aristodemos, Tyrann von Kyme, um der Expansion der Etrusker nach Süditalien zu begegnen. 474 v. Chr. trafen sie im Golf von Neapel auf die etruskische Flotte. Nach ihrer Niederlage verloren die Etrusker weitgehend ihren politischen Einfluss in Italien: Dem Verlust der Seeherrschaft folgte im Laufe der Zeit die Übernahme ihrer Territorien durch die Römische Republik, die Samniten und die Gallier.